# Kazimierz Stanisław Orzeszko
Kazimierz Stanisław Orzeszko herbu Pobóg – podczaszy mielnicki w latach 1683–1687, podstarości mielnicki w latach 1669–1681, podstoli mielnicki w latach 1667–1682.
Poseł sejmiku mielnickiego na sejm 1662 roku, sejm 1664/1665, sejm 1665 roku, sejm 1667 roku.
Poseł na sejm konwokacyjny 1668 roku z ziemi mielnickiej. Był elektorem Michała Korybuta Wiśniowieckiego z ziemi mielnickiej w 1669 roku. Jako poseł na sejm konwokacyjny 1674 roku z ziemi mielnickiej był członkiem konfederacji generalnej zawiązanej 15 stycznia 1674 roku na tym sejmie. W 1674 roku był elektorem Jana III Sobieskiego z ziemi mielnickiej, jako deputat podpisał jego pacta conventa.
Poseł sejmiku mielnickiego na sejm zwyczajny 1677 roku, sejm 1678/1679 roku.